# Restloch Zechau
Das Naturschutzgebiet Restloch Zechau liegt im Landkreis Altenburger Land in Thüringen. Es erstreckt sich westlich von Zechau, einem Ortsteil von Kriebitzsch. Westlich des Gebietes verlaufen die Landesstraße L 1361 und die Landesgrenze zu Sachsen-Anhalt, östlich verläuft die B 180.

## Bedeutung
Das 160 ha große Gebiet mit der NSG-Nr. 188 wurde im Jahr 1990 unter Naturschutz gestellt. 